# Cunheira
Cunheira ist eine Gemeinde (Freguesia) im portugiesischen Kreis Alter do Chão. In ihr leben 291 Einwohner (Stand 19. April 2021).